# The Twilight Saga: New Moon (nhạc phim)
The Twilight Saga: New Moon là album nhạc chính thức của bộ phim năm 2009 Trăng non.

## Danh sách track
1. "New Moon" – 3:19
2. "Bella Dreams" – 2:05
3. "Romeo & Juliet" – 2:46
4. "Volturi Waltz" – 1:17
5. "Blood Sample" – 1:15
6. "Edward Leaves" – 5:03
7. "Werewolves" – 4:25
8. "I Need You" – 1:38
9. "Break Up" – 2:04
10. "Memories of Edward" – 1:39
11. "Wolves vs. Vampire" – 4:32
12. "Victoria" – 2:05
13. "Almost a Kiss" – 2:12
14. "Adrenaline" – 2:24
15. "Dreamcatcher" – 3:31
16. "To Volterra" – 9:18
17. "You're Alive" – 2:11
18. "The Volturi" – 8:37
19. "The Cullens" – 4:32
20. "Marry Me, Bella" – 4:04
21. "Full Moon" – 3:15[12]

## Bảng xếp hạng
| Bảng xếp hạng                      | Vị trí cao nhất | Chứng nhận | Doanh số   |
| ---------------------------------- | --------------- | ---------- | ---------- |
| Australian ARIA Albums Chart       | 2               | Bạch kim   | 70,000+    |
| Austrian Albums Chart              | 4               |            |            |
| Denmark Albums Top 40              | 36              |            |            |
| Dutch Albums Top 100               | 66              |            |            |
| France Album Chart                 | 16              |            |            |
| Finnish Albums Chart               | 25              |            |            |
| German Albums Chart                | 3               | Vàng       | 100.000+   |
| Greek Albums Chart                 | 8               |            |            |
| Italian Albums Chart               | 10              |            |            |
| Ireland Compilation Album Chart    | 1               |            |            |
| Mexican Albums Chart               | 4               | Vàng       | 50,000+    |
| Mexican International Albums Chart | 1               | Vàng       | 50,000+    |
| New Zealand Albums Chart           | 2               | Bạch kim   | 15,000+    |
| Poland Albums Chart                | 37              |            |            |
| Spanish Albums Chart               | 12              |            |            |
| Swiss Albums Top 100               | 9               |            |            |
| UK Compilation Album Chart         | 1               |            |            |
| U.S. Billboard 200                 | 1               | Bạch kim   | 1,082,481+ |

## Score

### Danh sách track
1. "New Moon" – 3:22
2. "Bella Dreams" – 2:06
3. "Romeo & Juliet" – 2:52
4. "Volturi Waltz" – 1:24
5. "Blood Sample" – 1:16
6. "Edward Leaves" – 5:07
7. "Werewolves" – 4:29
8. "I Need You" – 1:42
9. "Break Up" – 2:09
10. "Memories of Edward" – 1:47
11. "Wolves v. Vampire" – 4:34
12. "Victoria" – 2:08
13. "Almost a Kiss" – 2:15
14. "Adrenaline" – 2:26
15. "Dreamcatcher" – 3:33
16. "To Volterra" – 9:19
17. "You're Alive" – 2:16
18. "The Volturi" – 8:48
19. "The Cullens" – 4:35
20. "Marry Me, Bella" – 4:07
21. "Full Moon" – 3:20[12]

### Bảng xếp hạng
| U.S. Billboard 200 | 80 |  | 84,859 |